# Вулиця Миколи Василенка (Київ)
Ву́лиця Мико́ли Василе́нка — вулиця в Солом'янському районі міста Києва, місцевості Відрадний, Грушки. Пролягає від Берестейського проспекту (станція метро «Бересте́йська») до проспекту Любомира Гузара (зупинка автобуса «Ву́лиця Мико́ли Василе́нка»).
Прилучаються вулиці Козелецька, Олекси Тихого, Машинобудівна, провулок Юрія Матущака та бульвар Вацлава Гавела. На своєму початку вулиця з'єднана шляхопроводом з Дегтярівською вулицею.

## Історія
Вулиця виникла в середині XX століття, мала назву Високовольтна (вздовж вулиці проходила ЛЕП до НАУ). 
З 1965 року  — вулиця Трудових Резервів, з 1985 року — вулиця Ватченка, на честь українського партійного і державного діяча Олексія Ватченка. 
Сучасна назва на честь українського правознавця Миколи Василенка — з 1991 року. На деяких вказівниках помилково українською — Миколи Василенко.  
Цікаво, що колишня Високовольтна вулиця продовжувалася до залізничної колії (нинішньою територією НАУ її можна побачити як бульвар), нині ця частина має назву вулиця Августина Волошина.

## Установи та заклади
- Відділення зв'язку № 124 (буд. № 9)
- Дошкільний навчальний заклад № 396 (буд. № 12-Б)
- Загальноосвітня школа № 46 (буд. № 10)
- Київський автомобільний ремонтний завод (буд. № 1)
- Палац культури ім. С. П. Корольова (буд. № 15)